# Konstantin Jireček
Konstantin Jireček, plným jménem Josef Konstantin Jireček (24. června 1854 Vídeň – 10. ledna 1918 Vídeň) byl český politik, diplomat a historik, zakladatel české balkanologie a byzantologie.

## Život
Narodil se ve Vídni, v rodině úředníka ministersta kultu a vyučování, pozdějšího ministra a politika Josefa Jirečka a jeho manželky Boženy (1831–1895), dcery Pavla Josefa Šafaříka. Po otcově penzionování se rodina usídlila v Praze. Měl tři sestry, dvě zemřely předčasně.
Stal se docentem na pražské univerzitě, na přelomu 70. a 80. let 19. století pomáhal organizovat správu a školství v nově vzniklém Bulharsku, v letech 1881 až 1882 byl bulharským ministrem osvěty, v roce 1884 ředitelem Národní knihovny v Sofii. Poté působil jako profesor na univerzitách v Praze (1884–1893) a ve Vídni (1893–1918).

## Dílo
- Dějiny bulharského národa, 1876.
- Geschichte der Bulgaren. Nachdr. d. Ausg. Prag 1876. Hildesheim [u.a.]: Olms, 1977. ISBN 3-487-06408-1.
- Die altböhmischen Gedichte der Grünberger und Königinhofer: Handschrift im Urtexte und in deutscher Uebersetzung. Prag: Rivnac, 1879.
- Die Handelsstrassen und Bergwerke von Serbien und Bosnien während des Mittelalters: historisch-geographische Studien. Prag: Verl. der Kön. Böhmischen Ges. der Wiss., 1879
- Einige Bemerkungen über die Überreste der Petschenegen und Kumanen sowie über die Völkerschaften der sogenannten Gagauzi und Surguči im heutigen Bulgarien. Prag: Verl. d. Königl. Böhm. Ges. d. Wiss., 1889.
- Die Heerstrasse von Belgrad nach Constantinopel und die Balkanpässe. Prag: Tempsky, 1877.
- Das Fürstentum Bulgarien, seine Bodengestaltung, Natur, Bevölkerung, wirthschaftliche Zustände, geistige Cultur; mit 42 Abbildungen und einer Karte. Prag [u.a.]: Tempsky [ u.a.], 1891; Leipzig: Freytag, 1891.
- Poselství republiky Dubrovnické k císařovně Kateřině v roce 1771. Prag, 1893.
- Das christliche Element in der topographischen Nomenclatur der Balkanländer. Wien: Gerold, 1897
- Staat und Gesellschaft im mittelalterlichen Serbien: Studien zur Kulturgeschichte des 13.–15. Jahrhunderts. Fotomechanischer Nachdruck der Orig.-Ausg. Wien 1912. Leipzig: Zentralantiquariat der DDR, 1974
- Geschichte der Serben, 1911–18, unvollendet. Bd. 1 Bis 1371; Bd. 2 1371-1537. Gotha: Perthes, o. J. Nachdruck Amsterdam: Hakkert, 1967.